# Монто (Арьеж)
Монто́ (фр. Montaut) — коммуна во Франции, находится в регионе Юг — Пиренеи. Департамент коммуны — Арьеж. Входит в состав кантона Савердён. Округ коммуны — Памье.
Код INSEE коммуны — 09199.

## Население
Население коммуны на 2008 год составляло 674 человека.
| 1962 | 1968 | 1975 | 1982 | 1990 | 1999 | 2008 |
| ---- | ---- | ---- | ---- | ---- | ---- | ---- |
| 782  | 646  | 551  | 538  | 554  | 582  | 674  |

## Экономика
В 2007 году среди 447 человек в трудоспособном возрасте (15—64 лет) 323 были экономически активными, 124 — неактивными (показатель активности — 72,3 %, в 1999 году было 67,5 %). Из 323 активных работали 292 человека (154 мужчины и 138 женщин), безработных было 31 (14 мужчин и 17 женщин). Среди 124 неактивных 32 человека были учениками или студентами, 52 — пенсионерами, 40 были неактивными по другим причинам.